# غواصة يو بي-110
يو بي-110 غواصة ألمانية من فئة يو بي3 خدمت في البحرية الإمبراطورية الألمانية خلال الحرب العالمية الأولى. بنتها شركة بلوم+فوس في هامبورغ. بعد أقل من عام من بنائها، تم إطلاقها في هامبورغ في 1 سبتمبر 1917 وتم تشغيلها في ربيع عام 1918 تحت قيادة فيرنر فرينجر. غرقت في 19 يوليو 1918.